# Tolnay Károly (művészettörténész)
Vágujhelyi Tolnay Károly, Charles de Tolnay, Carol Tolnay, Karl Tolnai. (Budapest, 1899. május 27. – Firenze, 1981. január 17.) magyar művészettörténész, egyetemi tanár.

## Élete
1917-ben tett érettségit szülővárosában, a következő évben azonban külföldre költözött, kezdetben Európában élt, majd Amerikában telepedett meg. 1939-től 1960-ig a princetoni egyetem előadója volt. 1960-tól a firenzei Casa Buonarroti igazgatója volt.
Elsősorban olasz, illetve németalföldi reneszánsz művészettel foglalkozott.

## Fő művei
- Karl Tolnaiː Die Zeichnungen Pieter Bruegels; Piper, München, 1925
- Ferenczy Noémi; Bisztrai Farkas Ferenc, Bp., 1934 (Ars Hungarica)
- Studi sulla Cappella Medicea; s.n., s.l., 1934
- P. Brueghel ľancien 1-2. (Bruxelles, 1935)
- La peinture hongroise contemporaine; Dunántúl Ny., Pécs, 1937 (Pannonia-könyvtár)
- Hieronymus Bosch; Holbein, Bale, 1937
- Le retable de l'Agneau mystique des fréres Van Eyck; Connaissance, Bruxelles, 1938
- Le maître de Flémalle et les frères van Eyck; Connaissance, Bruxelles, 1939
- History and technique of old master drawings. A handbook; Bittner, New York, 1943
- Michelangelo, 1-5.; 2. jav. kiad.; University Press, Princeton, 1947-1960
- Werk und Weltbild des Michelangelo; németre ford. Lucy Heyer; Rhein, Zürich, 1949 (Albae Vigiliae)
- Michel-Ange; Tisné, Paris, 1951
- Michelangiolo; Del Turco, Firenze, 1951
- The drawings of Pieter Bruegel, the elder. With a critical catalogue; Zwemmer, London, 1952
- Die Zeichnungen Pieter Bruegels. Mit einem kritischen Katalog; 2. bőv. kiad.; Rascher, Zürich, 1952
- The art and thought of Michelangelo; franciából angolra ford. Nan Buranelli; Pantheon Books, New York, 1964
- H. Bosch (Baden-Baden, 1965)
- Hieronymus Bosch; angolra ford. Michael Bullock, Henry Mins; Methuen, London, 1966
- Carlo de Tolnayː Nuove ricerche riguardanti la casa di Michelangelo in via Ghibellina; Accademia Nazionale dei Lincei, Roma, 1966 (Problemi attuali di scienza e di cultura Quaderno)
- Corpus dei disegni di Michelangelo, 1-4.; szerk. Charles de Tolnay; Istituto Geografico de Agostini, Novara, 1975
- I disegni di Michelangelo nelle collezioni italiane. Esposizione. Firenze, Casa Buonarroti 23.11.1975–6.1.1976. Catalogo; szerk. Charles de Tolnay; Centro Di, Firenze, 1975
- Michelangelo. Mű és világkép; ford. Pődör László, Szilágyi Tibor; Corvina, Bp., 1975
- Michelangelo e i Medici. Esposizione. Firenze, Casa Buonarroti, 15 marzo–15 maggio 1980; szöv. Charles de Tolnay, jegyz. Charles de Tolnay, Paola Squellati Brizio; Centro Di, Firenze, 1980
- Michelangelo. Mű és világkép; ford. Pődör László, Szilágyi Tibor; 3. jav. kiad.; Corvina, Bp., 1981
- Michelangelo. Sculptor, painter, architect; franciából angolra ford. Gaynor Woodhouse; Princeton University Press, Princeton, 1981
- Teremtő géniuszok. Van Eycktől Cézanne-ig; utószó Marosi Ernő, vál., szerk. Tímár Árpád, ford. Beke László et al.; Gondolat, Bp., 1987